# Gubernia da Nova Rússia
A Gubernia da Nova Rússia (em russo:  Новороссийская губерния, transl. Novorossiyskaya guberniya)  foi uma gubernia do Império Russo nos territórios anteriormente otomanos e cossacos, que existiu de 1764 até a reforma administrativa de 1783. Foi criada e governada de acordo com o "Plano para a Colonização do Gubernia da Nova Rússia" emitido pelo Senado russo.
A maioria de seus territórios pertencia ao Siche Zaporojiano, bem como ao Regimento Poltava e ao Regimento Mirhorod do Hetmanato Cossaco. Seu estabelecimento foi estrategicamente bem sucedido e vantajoso para a Rússia, e após a conclusão da guerra contra os turcos, em 1774, deu-lhe a possibilidade de acessar o Mar Negro e estabelecer uma área que ficou conhecida como Nova Rússia. Foi criado com base na fronteira militar do Império Austríaco contra o Império Otomano e envolveu muitas unidades militares da região que foram reassentadas nas terras ucranianas. As unidades militares incluíam cossacos montados (ou hussardos) e piqueiros montados (ou lanceiros).
Em 1796, a gubernia foi restabelecido, mas com o centro administrativo não em Kremenchug, mas em Ekaterinoslav, e em 1802 foi dividido em três gubernias: Gubernia de Ekaterinoslav, Gubernia da Táurida e Gubernia de Nikolaiev (conhecido como Gubernia de Querson a partir de 1803).